# C’est la vie
Der Ausspruch C’est la vie [sɛlaˈvi] kommt aus dem Französischen und heißt auf Deutsch wörtlich übersetzt „Das ist das Leben“, was so viel bedeutet, wie „So ist es halt im Leben“ oder auch „So ist das Leben eben“.
Der Ausspruch C’est la vie wird häufig verwendet, um ein Geschehen, das jemandem zugestoßen ist, zu kommentieren. Mit dem Ausspruch soll auch Trost gespendet werden, indem zum Ausdruck gebracht wird, dass nach einem Schicksalsschlag nichts mehr zu ändern sei und es jeden hätte treffen können.

## In der Literatur
Der französische Künstler Marcel Duchamp wählte als Pseudonym den Namen Rose Selavy (ab 1921) oder Rrose Selavy (ab 1922) franz. = Eros c’est la vie.
Das Buch Sellavie ist kein Gemüse (1990) des Autors Thommie Bayer spielt darauf an.